# هذا كل ما تستحقه
هذا كل ما تستحقه، واحدة من أهم الروايات البوليسية للكتابة اليابانية المعروفة ميوكي ميابي. نشرت للمرة الأولى عام 1992 باللغة اليابانية تحت عنوان «كاشا» (باليابانية: 火車)، إشارة إلى الأسطورة الشنتوية القائلة بإبادة الأجساد الميتية. في عام 1996 ترجمها ألفرد بيرنبوم إلى اللغة الإنجليزية تحت عنوان «هذا كل ما تستحقه» (باللغة الإنجليزية: All She Was Worth) وقد حافظت الترجمة العربية لدار الكلمة الإمارتية سنة 2011 على نفس العنوان.

## ملخص الرواية
تجري أحداث الرواية في سنة 1992 وهي تتحدث عن محقق في شرطة العاصمة يدعى شانسوك هونما كان قد توقف عن العمل نتيجة إصابته بطلق ناري في ساقه. وفي أحد الأيام يطلب منه قريب زوجته، جان كوريساكا، أن يبحث له عن خطيبته شوكو سيكين التي اختفت فجأة بعد اكتشف جان أمر إفلاسها.
وبعد شروعه بالتحقيقات وفي أثناء تجواله في البلاد بحثا عن الفتاة الهاربية يكتشف عونها عن الكيفية التي يؤثر بها اقتصاد اليابان-المعتد على الائتمان بالإضافة إلى نظامها الخاص الذي يعد العائلة الركيزة الأساسية في المجتمع، لا الفرد-تأثيرا سلبيا في حياة الأفراد.
في هذا الكتاب تصور ميوكي ميابي مدينة طوكيو في العصر الحديث، حيث تضافرت جهود البنوك وشركات الائتمان لتشكيل فخ الديون الاستهلاكية الذي يقع فيه معظم الناس من دون قصد ثم لا يجدون سبيلا للهرب ويقدم الكثير منهم على الانتحار.

## أعمال مقتبسة من الرواية
اقتبس فيلمين من الرواية، الأول سنة 1994 والثاني سنة 2011 وكلاهما من إنتاج TV Asahi.
اقبتس فيلم كوري جنوبي من الرواية سنة 2012 تحت عنوان Helpless، وقد حملت هذه النسخة العديد من التغييرات مقارنة بنص الرواية الأصلي.